# Джорджиніо Руттер
Джорджиніо Руттер (фр. Georginio Rutter; нар. 20 квітня 2002 року, Плеско, Франція) — французький футболіст, гравець футбольного клубу «Брайтон» та молодіжної збірної Франції.

## Статистика

### Статистика клубних виступів
| Сезон                       | Команда                     | Чемпіонат                   | Чемпіонат | Чемпіонат | Національний кубок | Національний кубок | Національний кубок | Континентальні кубки | Континентальні кубки | Континентальні кубки | Інші змагання | Інші змагання | Інші змагання | Усього | Усього |
| Сезон                       | Команда                     | Ліга                        | Ігор      | Голів     | Ліга               | Ігор               | Голів              | Ліга                 | Ігор                 | Голів                | Ліга          | Ігор          | Голів         | Ігор   | Голів  |
| --------------------------- | --------------------------- | --------------------------- | --------- | --------- | ------------------ | ------------------ | ------------------ | -------------------- | -------------------- | -------------------- | ------------- | ------------- | ------------- | ------ | ------ |
| 2020–21                     | «Ренн»                      | Л1                          | 4         | 0         | КФ                 | 0                  | 0                  | ЛЧ                   | 1                    | 1                    | —             | —             | —             | 5      | 1      |
| 2020–21                     | «Гоффенгайм 1899»           | БЛ                          | 9         | 1         | КН                 | 0                  | 0                  | ЛЄ                   | 2                    | 0                    | —             | —             | —             | 11     | 1      |
| 2021–22                     | «Гоффенгайм 1899»           | БЛ                          | 33        | 8         | КН                 | 3                  | 0                  | —                    | —                    | —                    | —             | —             | —             | 36     | 8      |
| 2022–23                     | «Гоффенгайм 1899»           | БЛ                          | 15        | 2         | КН                 | 2                  | 0                  | —                    | —                    | —                    | —             | —             | —             | 18     | 6      |
| Усього за «Гоффенгайм 1899» | Усього за «Гоффенгайм 1899» | Усього за «Гоффенгайм 1899» | 57        | 11        |                    | 5                  | 0                  |                      | 2                    | 0                    |               | —             | —             | 64     | 11     |
| 2022–23                     | «Лідс Юнайтед»              | АПЛ                         | 0         | 0         | —                  | —                  | —                  | —                    | —                    | —                    | —             | —             | —             | 0      | 0      |
| Усього за кар'єру           | Усього за кар'єру           | Усього за кар'єру           | 61        | 11        |                    | 5                  | 0                  |                      | 3                    | 1                    |               | —             | —             | 69     | 12     |